# Veflinge
Veflinge är en tätort i Nordfyns kommun i Region Syddanmark i Danmark. Tätorten har 880 invånare (2024). Den ligger på Fyn, cirka 11 kilometer sydost om Bogense.